# Teissieridae
Teissieridae är en familj av nässeldjur. Teissieridae ingår i ordningen Anthoathecata, klassen hydrozoer, fylumet nässeldjur och riket djur. Enligt Catalogue of Life omfattar familjen Teissieridae 7 arter. 
Kladogram enligt Catalogue of Life:
| Teissieridae | \| \| Pseudosolanderia \| \| \| \| \| \| Teissiera \| \| \| \| |
|              | \| \| Pseudosolanderia \| \| \| \| \| \| Teissiera \| \| \| \| |
|              | Pseudosolanderia                                               |
|              |                                                                |
|              | Teissiera                                                      |
|              |                                                                |